# Lee Konitz
Lee Konitz (ur. 13 października 1927 w Chicago, zm. 15 kwietnia 2020 w Nowym Jorku) – amerykański saksofonista jazzowy. Laureat NEA Jazz Masters Award 2009.
Znany ze współpracy z takimi muzykami jak Miles Davis, Dave Brubeck, Ornette Coleman, Charles Mingus, Gerry Mulligan czy Elvin Jones. W 1949 nagrał z Milesem Davisem epokowy album Birth of the Cool, współpracował z Gilem Evansem, Lenniem Tristano, często występuje z Danem Tepferem.
W lecie 2007 wystąpił w Zielonej Górze z zespołem Joachima Mencla z okazji „Ogrodów Sztuki”.
Zmarł w wyniku powikłań choroby COVID-19.